# Josefina Mutzenbacherová
Josefina Mutzenbacherová – Životní příběh vídeňské nevěstky, jak jej sama vypravuje (německy Josefine Mutzenbacher oder Die Geschichte einer Wienerischen Dirne von ihr selbst erzählt) je rakouský erotický román, poprvé vyšlý anonymně ve Vídni roku 1906. K autorství knihy se nikdo nepřihlásil; původně jej knihovníci Vídeňské univerzity připisovali buď Felixi Saltenovi, nebo Arthuru Schnitzlerovi. Dnešní kritici a literární vědci označují za jediného autora Saltena, jinak autora knihy Bambi, život v lesích (kterou roku 1942 koupil Walt Disney a vytvořil z ní animovaný film Bambi).
Román je v německy mluvících zemích velmi známý. Již přes sto let se vydává v němčině i angličtině a s více než třemi miliony prodaných výtisků patří mezi erotické bestsellery. Kniha byla dále přeložena do francouzštiny, španělštiny, maďarštiny, ruštiny a japonštiny. Josefina Mutzenbacherová se stala námětem pro velké množství filmů, divadelních představení, parodií i pro dvě knižní pokračování.

## Příběh
Smyšlené paměti jsou vypravovány v ich-formě uznávanou stárnoucí padesátiletou vídeňskou kurtizánou. Ohlíží se za svým životem plným sexuálních husarských kousků, kterých si užívala během svého nevázaného mládí ve Vídni. Na rozdíl od toho, co naznačuje titul, se celý děj odehrává před tím, než se z Josefíny oficiálně stala prostitutka. Kniha začíná s pětiletou Josefínou a končí ve dvanácti letech, kdy má poprvé nastoupit jako zaměstnankyně do nevěstince.
Ačkoli se pro choulostivé části lidského těla a pro sexuální chování v textu často používají eufemismy, které dnes mohou vypadat zvláštně, obsah je cele pornografický a v podstatě perverzní. Sled událostí se omezuje hlavně na živé a nepokryté líčení nevázané sexuality hlavní hrdinky před jejím třináctým rokem. Styl je zřejmě ovlivněn knihou 120 dnů Sodomy markýze de Sade ve svém nestydatém výčtu všech způsobů sexuálních praktik od incestu, přes znásilnění a homosexualitu až po prostituci, skupinový sex a felaci.

## Právní hledisko
Spolkový ústavní soud Německa (Das Bundesverfassungsgericht) v procesu Mutzenbacher (případ #BVerfGE 83,130) 27. listopadu 1990 rozhodoval, zda román Josephine Mutzenbacher zapsat na seznam knih nepřístupných pro mládež. Tento proces nastolil významný precedens: zda má v německém právu větší váhu svoboda vyjadřování, nebo ochrana mladistvých.

### Historie
V letech 1965 a 1969 vydala nezávisle dvě nakladatelství, jedno v Dánsku a jedno v Německu, nové vydání Josefíny Mutzenbacher. Bundesprüfstelle für jugendgefährdende Medien (BPJM, komise pro kontrolu médií pro mládež) zapsal knihu na Liste jugendgefährdender Medien (seznam médií nevhodných pro mladistvé) poté, co dva soudy označily pornografický obsah knihy za nemravný. Jako důvod BPMJ uvedl, že obsahuje otevřený popis sexuální promiskuity, dětské prostituce a incestu, tyto činnosti zobrazuje jako pozitivní, neškodné a dokonce humorné a to bez jakékoli umělecké hodnoty. Roku 1978 se pokusilo třetí nakladatelství vydat novou verzi Josefíny Mutzenbacher, která obsahovala předmluvu, vynechala "slovník vídeňských prostitutek" z původního vydání, ale BPMJ opět zapsal knihu na seznam médií nevhodných pro mladistvé. Nakladatelství se odvolalo k Spolkovému ústavnímu soudu s tím, že Josefína je umělecké dílo a nezletilým by k němu neměl být omezován přístup.

### Rozsudek
27. listopadu 1990 Spolkový ústavní soud vynesl v případě Mutzenbacher rozsudek. Soud svůj verdikt zahájil odvoláním na další dva klíčové rozsudky ohledně svobody výrazu, případy Mephisto a Anachronistischer. Román Josefína Mutzenbacher shledal podle ustanovení o svobodě umění v německé ústavě jako pornografický i umělecký zároveň. Pornografický prvek nemůže popřít uměleckou hodnotu a tedy četba knihy nemůže být omezována. BPJM musel vyškrtnout Josefínu ze seznamu knih nevhodných pro mladistvé.

## Odvozená díla

### Literární pokračování

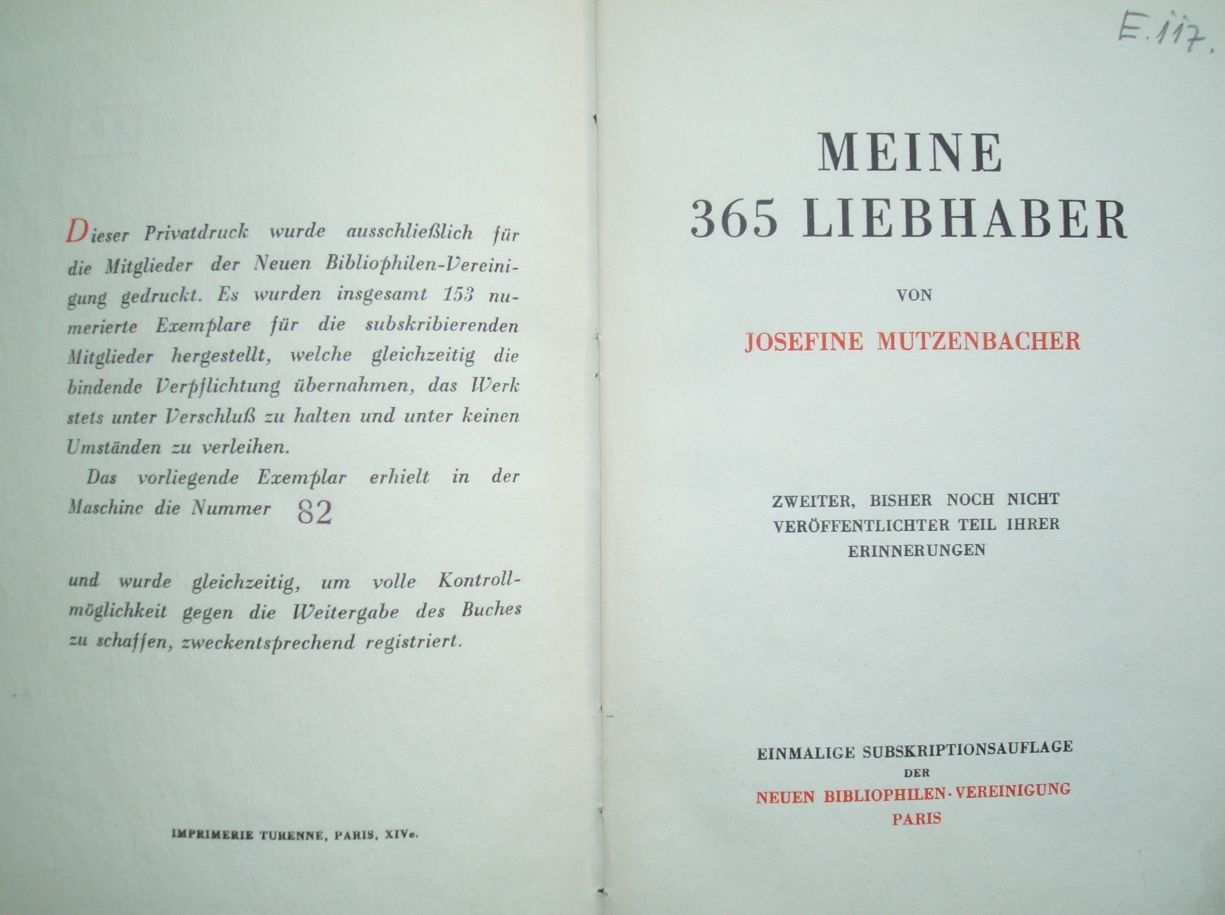
Mutzenbacher, Josefine. Meine 365 Liebhaber.

Jako pokračování původní Josefíny Mutzenbacher vyšly další dvě knihy, také s neznámým autorem. Tyto už se Felixovi Saltenovi nepřipisují.
- Josefine Mutzenbacher: Meine 365 Liebhaber (Josefína Mutzenbacher: Mých 365 milenců). [s.l.]: Area, 2004. ISBN 3-89996-276-1. (německy)
- Peperl Mutzenbacher – Tochter der Josefine Mutzenbacher (Peperl Mutzenbacher – Dcera Josefíny Mutzenbacher). [s.l.]: Tosa, 2003. ISBN 3-85492-843-2. (německy)

### Knihy
V roce 2000 uveřejnil rakouský spisovatel Franzobel román Scala Santa oder Josefina Wurznbachers Höhepunkt (Svaté schodiště aneb vrchol Josefíny Wurznbacher). Podobnost titulu se jménem Josefíny Mutzenbacher není náhodná. Také obsah knihy je inspirovaný Josefínou – vypráví příběh šestileté "Pepi Wurznbacher" a jejích prvních sexuálních zážitků. I jméno Pepi je přímo převzaté, Josefína Mutzenbacher jej používá jako svou přezdívku. Podle Franzobela má být jeho román převyprávěním příběhu Josefíny v moderním prostředí. Jednoduše převzal postavy a základní děj a přepracoval jej do moderní verze, která se odehrává v 90. letech 20. století. Napsat román se Franzobel rozhodl poté, co jej ohromilo vzrůstající množství zpráv o zneužívání děti v německém tisku a také nestydatý popis toho samého v románu Josefína Mutzenbacher.

### Film
| Rok  | Německý název                                            | Překlad názvu                                       | Délka   | Země                       |
| ---- | -------------------------------------------------------- | --------------------------------------------------- | ------- | -------------------------- |
| 1970 | Josefine Mutzenbacher                                    | Josefína Mutzenbacher                               | 89 min  | Západní Německo / Rakousko |
| 1971 | Josefine Mutzenbacher II – Meine 365 Liebhaber           | Josefína Mutzenbacher II – Mých 365 milenců         | 90 min  | Západní Německo            |
| 1972 | Ferdinand und die Mutzenbacherin                         | Ferdinand a slečna Mutzenbacher                     | 81 min  | Západní Německo            |
| 1976 | Josefine Mutzenbacher – Wie sie wirklich war: 1. teil    | Josefína Mutzenbacher – Jaká doopravdy byla 1. část | 94 min  | Západní Německo            |
| 1976 | Josefine Mutzenbacher – Wie sie wirklich war: 2. teil    | Josefína Mutzenbacher – Jaká doopravdy byla 2. část | 100 min | Západní Německo            |
| 1978 | Die Beichte der Josefine Mutzenbacher                    | Zpověď Josefíny Mutzenbacher                        | 94 min  | Západní Německo            |
| 1981 | Aus dem Tagebuch der Josefine Mutzenbacher               | Z deníku Josefíny Mutzenbacher                      | 93 min  | Západní Německo            |
| 1982 | Josefine Mutzenbacher – Wie sie wirklich war: 3. teil    | Josefína Mutzenbacher – Jaká doopravdy byla 3. část | 75 min  | Západní Německo            |
| 1982 | Josefine Mutzenbacher – Wie sie wirklich war: 4. teil    | Josefína Mutzenbacher – Jaká doopravdy byla 4. část | 82 min  | Západní Německo            |
| 1983 | Josefine Mutzenbacher – Wie sie wirklich war: 5. teil    | Josefína Mutzenbacher – Jaká doopravdy byla 5. část | 82 min  | Západní Německo            |
| 1984 | Josefine Mutzenbacher – Wie sie wirklich war: 6. teil    | Josefína Mutzenbacher – Jaká doopravdy byla 6. část |         | Západní Německo            |
| 1984 | Josefine Mutzenbacher – Mein Leben für die Liebe         | Josefína Mutzenbacher – Můj život pro lásku         | 100 min | Západní Německo            |
| 1987 | Das Lustschloss der Josefine Mutzenbacher                | Letohrádek Josefíny Mutzenbacher                    | 85 min  | Německo                    |
| 1990 | Josefine Mutzenbacher – Manche mögen's heiß!             | Josefína Mutzenbacher – Někdo to rád horké!         | 90 min  | Německo                    |
| 1991 | Josefine Mutzenbacher – Die Hure von Wien                | Josefina Mutzenbacher – Vídeňská nevěstka           | 90 min  | Německo                    |
| 1994 | Heidi heida! Josefine Mutzenbackers Enkelin lässt grüßen | Heidi heida! Vnučka Josefíny Mutzenbucher           | 90 min  | Německo                    |

### Divadlo, kabaret
Vídeňský vokální kvartet 4she pravidelně pořádá kabaretní představení na motivy Josefíny Mutzenbacher nazvané Die 7 Lieder der Josefine Mutzenbacher (Sedm písní Josefíny Mutzenbacher). Jedná se o vtipnou parodii na román, která trvá asi 75 minut a celá se odehrává v nevěstinci.
V roce 2002 vystupoval v berlínském hudebním klubu Kalkscheune německý herec Jürgen Tarrach spolu s jazzovou kapelou CB-funk v hudebním ztvárnění textů z Josefíny Mutzenbacher a ze Shakespeara. Moderní hudbou od Bernda Weißiga je doprovázel pianista Detlef Bielke.
V lednu 2005 účinkovala rakouská herečka Ulrike Beimpold v několika komických kabaretních vystoupeních s textem z Josefíny Mutzenbacher ve vídeňském Auersperg15-Theater.
V rámci Jazzclubu Regensburg vystupoval 3. srpna 2005 Werner Steinmassl s hudebním čtením Josefíny Mutzenbacher za doprovodu Andrease Rüsinga. Událost se konala v Leeren Beutel Concert Hall v Řeznu pod názvem "Werner Steinmassl čte Josefínu Mutzenbacher".

### Zvuková zpracování
Jak původní román Josefína Mutzenbacher, tak i její dvě pokračování jsou k dispozici ve zvukové podobně na CD v podání rakouské herečky Ulriky Beimpold.
- Josefine Mutzenbacher, Die Lebensgeschichte einer wienerischen Dirne, von ihr selbst erzählt. Random House Audio 2006. ISBN 978-3-86604-253-7.
- Josefine Mutzenbacher und ihre 365 Liebhaber. Götz Fritsch Der Audio Verlag, February 2006. ISBN 978-3-89813-484-2.

V roce 1997 vydal Helmut Qualtinger na CD parodii Fifi Mutzenbacher:
- Fifi Mutzenbacher (Eine Porno-Parodie). (1. Januar 1997). Helmut Qualtinger (Künstler). Label: Preiser Records 90950 (Naxos). ASIN: B000024NA6.

### Výstavy
Židovské muzeum ve Vídni uspořádalo v Palais Eskeles výstavu Felix Salten: Od Josefiny Mutzenbacherové po Bambiho. Od prosince 2006 do března 2007 zde byly ke zhlédnutí exponáty ze Saltenova díla i ze soukromého života. Zástupkyně rakouského parlamentu Elisabeth Vitouchová na vernisáži uvedla: „I dnes zná každý Bambiho a Josefinu Mutzenbacherovou, ale jejich autor Felix Salten je už téměř zapomenut.“.